# Schubmittelpunkt

Skizze Schubmittelpunkte

Der Schubmittelpunkt, auch Querkraftmittelpunkt oder Drillruhepunkt genannt, ist derjenige Punkt eines Profilquerschnitts, durch den die Resultierende der Querkräfte gehen muss, um eine verdrehungsfreie Krafteinwirkung zu erreichen bzw. um keine Torsion auf den Querschnitt auszuüben.
Als Querkräfte werden dabei alle Kräfte verstanden, die auf das Profil aus einer seitlichen Richtung einwirken. Das einfachste Beispiel ist die Last, die auf einen aufgebockten U-Träger einwirkt. Der Gegensatz zur Querkraft ist die Längskraft, die auf die Profil-Fläche in der Längsachse des Profilstrangs oder parallel dazu einwirkt.
Der Schubmittelpunkt fällt bei Vollprofilen mit dem Schwerpunkt zusammen. Bei dünnwandigen Querschnitten dagegen ist der Einfluss der Randzonen groß, so dass die Schubspannungen dem Profilverlauf folgen, da an einer freien Oberfläche nur tangentiale Spannungen auftreten können. Die Schubspannungen, die gewissermaßen durch den Profilverlauf gelenkt sind, können je nach Profil ein Moment auf den Schwerpunkt erzeugen.
Der Schubmittelpunkt ist der Punkt, an dem das Moment infolge dieser Schubspannungen verschwindet:
- bei doppeltsymmetrischen Profilen (z. B. I-Profilen) ist der Schubmittelpunkt identisch mit dem Schwerpunkt.
- bei dünnwandigen, sternförmigen Profilen liegt der Schubmittelpunkt im Schnittpunkt.
- bei Profilen mit nur einer Symmetrieachse liegt er auf dieser, fällt aber nicht mit dem Schwerpunkt zusammen; bei U-Profilen z. B. liegt er gegenüber vom Schwerpunkt, außerhalb des Profilquerschnittes.

Die Formel zur Berechnung des Schubmittelpunkts einfach symmetrischer dünner Querschnitte lautet:
{\displaystyle Q\cdot r_{M}={\int _{}{}}{\tau }{(s)\cdot r(s)t(s)\,ds}}
mit
- {\displaystyle Q}: Querkraft
- {\displaystyle r_{M}}: Hebelarm der Querkraft zum Mittelpunkt
- {\displaystyle \tau (s)}: Schubspannung im Abschnitt
- {\displaystyle s}: Lauflänge
- {\displaystyle r(s)}: Hebelarm der Schubspannung zur Biegeachse
- {\displaystyle t(s)}: Dicke des Abschnitts.

Angaben zur Lage des Schubmittelpunktes für Profilquerschnitte, die nicht zentral- oder doppeltsymmetrisch sind, gelten häufig nur unter der Annahme eines dünnwandigen Profils. Angaben für dickwandige Profile erfordern komplizierte Rechengänge.